# IC 2853
IC 2853 је спирална галаксија у сазвјежђу Лав која се налази на листи објеката дубоког неба у Индекс каталогу.
Деклинација објекта је + 9° 8' 52" а ректасцензија 11h 28m 14,8s. Привидна величина (магнитуда) објекта IC 2853 износи 13,8 а фотографска магнитуда 14,6. IC 2853 је још познат и под ознакама UGC 6470, MCG 2-29-31, CGCG 67-83, IRAS 11256+0925, PGC 35302.